# شهرداری کاشمر
شهرداری کاشمر سازمانی عمومی غیردولتی است که مسئولیت اجرایی مدیریت شهری در کاشمر را بر عهده دارد. شهرداری کاشمر در سال ۱۳۰۸ تأسیس شد. اصغر کوهسرخی شهردار کنونی این شهر است.

## آمار پژوهشی شهرداری کاشمر
شهرداری کاشمر در رتبه ۸۶ از نظر تعداد مقالات پژوهشی نوشته شده در بین شهرداری‌های کل کشور قرار دارد. تاکنون ۵ مقاله در رابطه با شهرداری کاشمر تهیه و منتشر شده است که شامل ۵ مقاله کنفرانسی و ۰ مقاله ژورنالی شامل ۵۹ صفحه می‌باشد. بر اساس تحلیل‌های علم سنجی در سیویلیکا، تاکنون ۸ مقاله توسط پژوهشگران و کارشناسان شهرداری کاشمر منتشر و نمایه شده است.